# Christie's

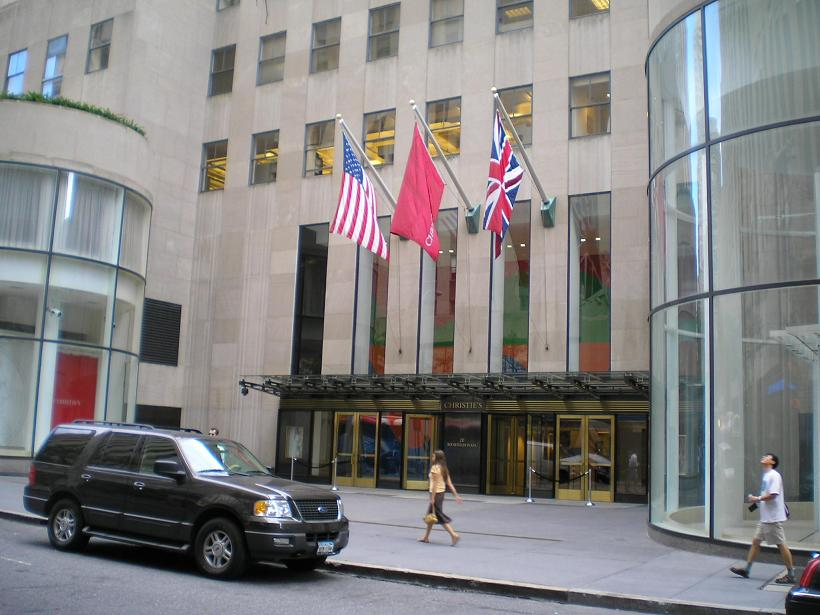
Christie's USA-kontor i Rockefeller Center, New York

Christie's är en auktionsbyrå som grundande av skotten James Christie (1730–1803) i London 1766. Den är specialiserad på exklusiva konstföremål. Christie's ägs sedan 1999 av fransmannen François Pinault och hade i januari 2009 cirka 2 100 anställda. Huvudkontoret ligger på King Street i St. James's i London. Runt om i världen finns över 50 kontor och över 10 försäljningsställen. 